# منطقه آزاد تجاری-صنعتی چابهار
منطقهٔ آزاد تجاری-صنعتی چابهار یکی از مناطق آزاد ۹گانهٔ ایران است که در راستای اهداف اقتصادی این کشور، در سال ۱۳۷۲ در کنار چابهار و در پیرامون دریای مکران و اقیانوس هند بنیان گذاشته شده است.
منطقهٔ آزاد چابهار با مساحت ۱۴ هزار هکتار در منتهی‌الیه جنوب‌شرقی ایران در ۲۵ درجه و ۲۰ دقیقه عرض شمالی و ۶۰ درجه و ۲۷ دقیقه طول شرقی در شرق خلیج چابهار و در کنار آب‌های دریای مکران قرار دارد. در بهمن‌ماه سال ۱۳۹۸ با موافقت مجلس شورای اسلامی، بندرهای شهید بهشتی و شهید کلانتری به منطقهٔ آزاد چابهار افزوده گردید. همچنین در طرح افزایش محدودهٔ منطقهٔ آزاد چابهار که در بهمن‌ماه سال ۱۳۹۸ به تأیید مجلس شورای اسلامی رسیده است، افزون‌بر محدودهٔ قبلی محدوده‌ای به مساحت ۶۷٬۸۷۱ هکتار که شامل شهر چابهار می‌باشد نیز به این منطقه افزوده گردید.

## تاریخچه
پس از پیروزی انقلاب اسلامی، لایحه واردات کالا با استفاده از معافیت گمرکی به جزیره کیش در تاریخ ۱۸ اسفند ۱۳۵۸ به تصویب شورای انقلاب رسید و در نهایت در سال ۱۳۶۸ براساس تبصره ۱۹ قانون برنامه اول توسعه به دولت اجازه داده شد که در سه نقطه مرزی کشور شامل کیش، قشم و چابهار اقدام به تأسیس منطقه آزاد تجاری نماید.
چگونگی اداره این مناطق در ۷ شهریور ۱۳۷۲ به تأیید مجلس شورای اسلامی رسید و در تاریخ ۲۱ شهریور ۱۳۷۲ مورد تأیید شورای نگهبان قرار گرفت و رسما مناطق آزاد کار خود را از این سال شروع کردند.

## موقعیت اقتصادی و مواصلاتی
این منطقه به‌وسیله شبکه حمل و نقل زمینی و هوایی از شمال به کشورهای آسیای میانه و افغانستان، از شرق به پاکستان و از جنوب به اقیانوس هند اتصال می‌یابد. دسترسی مستقیم به آب‌های آزاد و قرارداشتن در خارج از خلیج فارس و همین‌طور عدم آسیب‌پذیری در مواقع بروز بحران، موقعیت استراتژیکی را برای ایجاد یک گذرگاه ارتباطی بین کشورهای آسیابی میانه و سایر کشورهای جهان فراهم آورده است. بنا بر نظر سازمان ملل، چابهار یکی از مهم‌ترین راه‌های کریدور شرق-غرب و جنوبی‌ترین راه این کریدور است.
حدود نیمی از حمل و نقل جهان میان خاور دور با سایر نقاط دنیا انجام می‌شود. از مجموع ۳ کریدور حمل ونقل جهانی که کارشناسان سازمان ملل برای این امر پیش‌بینی کرده‌اند، ۲ کریدور از ایران می‌گذرد و چابهار نقطه عبور جنوبی‌ترین کریدور شرقی–غربی جهان خواهد بود. این کریدور از «دروازه ابریشم» درچین آغاز می‌شود و قلب اقتصاد این کشور یعنی استان کانتون را تغذیه کرده و به سرزمین آسیای جنوب شرقی می‌پیوندد و پس از طی این مسیر وارد هندوستان شده و با پوشش مهم‌ترین شهرهای این ناحیه مانند کلکته، ناکپور، جایپور، حصیرآباد، کراچی و بن قاسم به چابهار می‌رسد.
چابهار به دلیل موقعیت راهبردی، که نزدیک‌ترین راه دسترسی کشورهای محصور در خشکی آسیای میانه (افغانستان، ترکمنستان، ازبکستان، تاجیکستان، قرقیزستان و قزاقستان) به آب‌های آزاد است از اهمیت فراوانی برخوردار است
.
- منطقه آزاد تجاری و صنعتی با ۱۴۰ کیلومتر مربع مساحت خود شامل ۹ پیکره می‌شود الف: بخش مسکونی ب- بخش سوله‌ها، انبارها و تولیدات کارگاهی ج: بخش شهرکهای صنایع مانندمجتمع پتروشیمی مکران و مجتمع فولاد، و پروژه‌های بزرگ ملی مانند شهرک انرژی‌های پاک شهرک صنایع خودرو شهرک صنایع غذایی شهرک شیلات و …
- اسکله بارگیری و تخلیه بار شامل الف: اسکله قدیمی شهید کلانتری ب: اسکله جدید خاتم الانبیا (شهید بهشتی)

تمام این مناطق در پیرامون خلیج چابهار واقع شده است. ظرفیت بندر شهید بهشتی چابهار در فاز نخست هشت و نیم میلیون تن است که برای ساخت و تجهیز این طرح بیش از هزار میلیون دلار تا کنون هزینه شده است
.
بندر چابهار به دلیل موقعیت راهبردی، که نزدیک‌ترین راه دسترسی کشورهای محصور در خشکی آسیای میانه (افغانستان، ترکمنستان، ازبکستان، تاجیکستان، قرقیزستان و قزاقستان) به آبهای آزاد است از اهمیت فراوانی برخوردار است و سازندگی و سرمایه‌گذاری فراوانی در آن صورت می‌گیرد؛ از جمله ساخت اسکله و افزایش گنجایش بارگیری کشتی‌های اقیانوس‌پیماو ساخت راه‌آهن به سوی آسیای میانه و احداث فرودگاه بین‌المللی. این بندر یکی از مهم‌ترین چهارراه‌های کریدور شمال-جنوب و شرق-غرب بازرگانی جهانی است.
ساختن فرودگاه بین‌المللی، کشیدن راه‌آهن برای اتصال به راه‌آهن سراسری ایران و کشورهای ترکمنستان و افغانستان، و افزایش اسکله‌ها برای بارگیری کشتی‌های اقیانوس‌پیما از مهم‌ترین برنامه‌های توسعهٔ چابهار است.

## مزیت‌ها
در منطقه آزاد تجاری صنعتی چابهار مزایای فراوانی (مانند برخورداری از معافیت بر درآمد و دارایی ۱۵ ساله و بسیاری از معافیتها و مزایای گمرکی و بازرگانی و سرمایه‌ای) وضع شده است. جدا از اینها این منطقه، مزیتهای کلی دیگری نیز دارد، مانند:
- نزدیک‌ترین و آسانترین راه دسترسی به آبهای آزاد برای کشورهای آسیای میانه و افغانستان (بنا بر نظر سازمان ملل، چابهار یکی از مهم‌ترین راه‌های کریدور شرق-غرب و جنوبی‌ترین راه این کریدور است)
- اتصال به خشکی و سرزمین مادر که هزینه‌های تخلیه و بارگیری را به مانند قشم و کیش ندارد.
- برخورداری از دو اسکله شهید کلانتری و اسکله شهید بهشتی با گنجایش حدوداً ۷۰ هزار تن
- دسترسی به فرودگاه بین‌المللی کنارک و جاده‌های مواصلاتی
- داشتن مراکز آموزش عالی
- دوری از منطقهٔ شلوغ و پرتنش خلیج فارس و اتصال مستقیم به اقیانوس هند
- وجود انواع تسهیلات و مزایا برای سرمایه‌گذاری و بازرگانی
- آب و هوای همیشه بهاری در همهٔ فصول سال
- داشتن جاذبه‌های فراوان طبیعی و تاریخی[۶]

نمایشگاه منطقه آزاد تجاری چابهار در منتهی‌الیه جنوب شرقی ایران در ۲۵ درجه و ۱۹دقیقه۲۱ ثانیه عرض شمالی و ۶۰ درجه و ۳۷دقیقه و ۴۹ ثانیه طول شرقی در شرق خلیج چابهار و در کنار آبهای دریای عمان قرار دارد.